# NGC 3164
NGC 3164 é uma galáxia espiral (S?) localizada na direcção da constelação de Ursa Major. Possui uma declinação de +56° 40' 20" e uma ascensão recta de 10 horas, 15 minutos e 11,5 segundos.
A galáxia NGC 3164 foi descoberta em 9 de Fevereiro de 1831 por John Herschel.